# Deze quiz is voor jou
Deze quiz is voor jou is een Nederlands wekelijkse televisiequiz van Talpa Network die uitgezonden wordt door SBS6. De presentatie van het programma is in handen van Linda de Mol. Het eerste seizoen werd uitgezonden op zaterdagavond en startte op 1 februari 2020. Het tweede seizoen startte op 11 april 2021 en werd uitgezonden op zondagavond. Het programma lijkt sterk op Weet ik veel van RTL, eveneens gepresenteerd door De Mol. Dat programma mocht ze van haar vorige werkgever niet meenemen naar SBS, reden waarom ze in korte tijd Deze quiz is voor jou bedacht. 

## Format
In Deze quiz is voor jou sprokkelen vier bekende Nederlanders zoveel mogelijk geld bij elkaar, maar dat doen ze niet voor zichzelf: al het verdiende geld gaat namelijk naar iemand uit het publiek.
De hoofdpersoon waar het in deze quiz allemaal om draait, is door een dierbare aangemeld, omdat hij of zij het geld heel goed kan gebruiken. Maar deze persoon weet tijdens het spelprogramma nog helemaal van niets. Onder het mom van een gezellig avondje is hij of zij 'meegelokt' naar de studio. De hoofdpersoon van het programma zit aldus de gehele avond nietsvermoedend in het publiek mee te lachen en te spelen, totdat aan het einde van het programma duidelijk wordt dat de quiz voor hem of haar gespeeld is.
In het tweede seizoen wordt de hoofdpersoon vanwege de coronapandemie die in 2020 uitbrak niet naar de studio, maar naar het huis van de opgever gelokt met een smoes (vanwege de lockdown moest dit seizoen zonder publiek worden uitgezonden). De hoofdpersoon zit daar dan nietsvermoedend te wachten in de woonkamer waarbij de opgever ervoor moet zorgen dat hij/zij binnen blijft (hij/zij mag niet weglopen tijdens de opnames), waarbij het huis een dag voor de opname is volgehangen met verborgen camera's en hoort na afloop via een satellietverbinding dat de quiz voor hem/haar is gespeeld. De opgever reikt dan ook de cheque uit. De hoofdpersoon speelt hierbij in tegenstelling tot het eerste seizoen zelf niet mee met de quiz.
De bekende Nederlanders en de kijkers zitten vanaf het begin al wel in het complot. Kijkers kunnen ondertussen thuis meespelen met een speciale app en maken op die manier ook kans op geldprijzen.

## Afleveringsoverzicht

### Seizoen 1 (2020)
| Aflevering | Datum            | Duo 1                                           | Duo 2                                          | Winnend duo | Bedrag     | Kijkcijfers | Kijkd. | Top 25 |
| ---------- | ---------------- | ----------------------------------------------- | ---------------------------------------------- | ----------- | ---------- | ----------- | ------ | ------ |
| 1          | 1 februari 2020  | Sofie van den Enk & Klaas van Kruistum          | Rik van de Westelaken & Merel Westrik          | 2           | € 48.875,- | 1.108.000   | 18,0   | 6      |
| 2          | 8 februari 2020  | Leonie ter Braak & Roos Moggré                  | Freek Bartels & Jörgen Raymann                 | 2           | € 32.175,- | 812.000     | 14,0   | 7      |
| 3          | 15 februari 2020 | Jan Joost van Gangelen & Toine van Peperstraten | Victor Abeln & Sergio Vyent                    | 1           | € 44.525,- | 836.000     | 13,8   | 11     |
| 4          | 22 februari 2020 | Rop Verheijen & Anne-Marie Jung                 | Winston Gerschtanowitz & Renate Gerschtanowitz | 2           | € 44.525,- | 744.000     | 13,0   | 12     |
| 5          | 29 februari 2020 | Naomi van As & Ellen Hoog                       | Thijs Römer & Sander Lantinga                  | 2           | € 41.250,- | 729.000     | 12,0   | 18     |
| 6          | 7 maart 2020     | Robèrt van Beckhoven & Sinan Can                | Tim Coronel & Tom Coronel                      | 1           | € 33.375,- | 686.000     | 11,0   | 15     |
| 7          | 14 maart 2020    | Jamie Westland & William Rutten                 | Carrie ten Napel & Jan Slagter                 | 2           | € 20.400,- | 726.000     | 10,0   | 14     |
| 8          | 21 maart 2020    | Cécile Narinx & Fiona Hering                    | Joris Bijdendijk & Freek van Noortwijk         | 2           | € 50.000,- | 1.102.000   | 17,0   | 10     |

### Seizoen 2 (2021)
| Aflevering | Datum         | Duo 1                              | Duo 2                               | Winnend duo | Bedrag     | Kijkcijfers | Kijkd. | Top 25 |
| ---------- | ------------- | ---------------------------------- | ----------------------------------- | ----------- | ---------- | ----------- | ------ | ------ |
| 1          | 11 april 2021 | Albert Verlinde & Dyantha Brooks   | Carly Wijs & Jeroen Spitzenberger   | 2           | € 47.650,- | 806.000     | 5,0    | 10     |
| 2          | 18 april 2021 | Viktor Brand & Evelien de Bruijn   | Marije Knevel & Remco Veldhuis      | 2           | € 45.575,- | 714.000     | 4,4    | 14     |
| 3          | 25 april 2021 | Frank Dane & Jelte van der Goot    | Anita Witzier & Irene Moors         | 2           | € 27.600,- | 820.000     | 5,1    | 8      |
| 4          | 2 mei 2021    | Hugo Kennis & Daphne Bunskoek      | Stefano Keizers & Victoria Koblenko | 2           | € 30.400,- | 855.000     | 5,3    | 8      |
| 5          | 9 mei 2021    | Samantha Steenwijk & Joris Linssen | Stella Bergsma & Carolien Borgers   | 1           | € 42.800,- | 695.000     | 4,3    | 9      |
| 6          | 16 mei 2021   | Patrick Martens & Tina de Bruin    | Richard Groenendijk & Patty Brard   | 1           | € 42.750,- | 797.000     | 4,9    | 8      |
| 7          | 23 mei 2021   | Johnny de Mol & Dennis Weening     | Nikki Herr & Lisette Wellens        | 1           | € 38.300,- | 719.000     | 4,5    | 10     |
| 8          | 30 mei 2021   | Rob Dekay & Claes Iversen          | Ruud de Wild & Olcay Gulsen         | 2           | € 25.250,- | 643.000     | 4,0    | 10     |

## Trivia
Sinds 2021 wordt aan het eind van het jaar jaarlijks De quiz van het jaar uitgezonden. In deze quiz die wordt opgenomen in het decor van Deze quiz is voor jou worden kandidaten getest op hun kennis over het nieuws van het afgelopen jaar. In 2023 werd in hetzelfde decor ook de door Kees Tol gepresenteerde roulettequiz Casino Royaal opgenomen.